# Small Mercies
Small Mercies è un album del 1997 di David Knopfler.

## Artista
- David Knopfler - Voce, pianoforte, chitarra, armonica

## Musicisti
- Harry Bogdanovs - chitarra, mandolino, banjo, pianoforte (13)
- Geoff Dugmore - batteria, percussioni
- Kuma Harada - basso (eccetto 6)
- Graham Henderson - hammond, fisarmonica
- Ray Singer - cori
- Chris Thompson - cori
- Chris White - sassofono

## Tracce
1. Deptford Days – 4:46
2. The Heart of It – 2:57
3. I remember It All – 4:13
4. A Woman – 3:07
5. All My Life – 2:51
6. The Slow - Mo' King – 8:13
7. A Little Sun (has gotta shine) – 3:49
8. Weeping in the Wings – 5:03
9. Rocking Horse Love – 2:16
10. Papa don't you worry – 1:56
11. I wasn't there at All – 3:14
12. Love will find us – 2:47
13. Forty Days and Nights – 8:37
14. Going fishing – 2:53